# Майк Анчондо
Майк Анчондо (англ. Mike Anchondo; 15 квітня 1982, Лос-Анджелес) — американський професійний боксер, чемпіон світу за версією WBO (2004-2005) в другій напівлегкій вазі.

## Професіональна кар'єра
2000 року дебютував на професійному рингу. Маючи рекорд 24-0, 15 липня 2004 року вийшов на бій за вакантний титул чемпіона світу за версією WBO у другій напівлегкій вазі проти Хуліо Пабло Чакона (Венесуела) і здобув перемогу одностайним рішенням суддів. Перед наступним боєм 8 квітня 2005 року з Хорхе Родріго Барріосом (Аргентина) втратив титул на зважуванні, не вклавшись в ліміт вагової категорії. Хоча Анчондо був важчим за суперника на 2 кг, він програв Барріосу технічним нокаутом в четвертому раунді.